# Coleophora benanderi
Coleophora benanderi é uma espécie de mariposa do gênero Coleophora pertencente à família Coleophoridae.